# Världsmästerskapet i amerikansk fotboll för damer 2010
Världsmästerskapet i amerikansk fotboll för damer 2010 spelades mellan 27 juni och 3 juli 2010 på Zinkensdamms IP, Stockholm. Turneringen var det första världsmästerskapet för damer i amerikansk fotboll.

## Gruppspel
Gruppspelet bestod av två grupper med tre lag vardera. Det bästa laget i respektive grupp gick vidare till final. Näst bästa laget gick vidare till bronsmatch och de lag som placeras sämst i respektive grupp spelade match om 5-6:e plats. I grupp A spelade USA, Finland och Österrike. I grupp B spelade Kanada, Tyskland och Sverige. I gruppspelet, som pågick mellan 27 juni och 1 juli, möts lagen en gång och spelade således två gruppspelsmatcher var.

### Grupp A

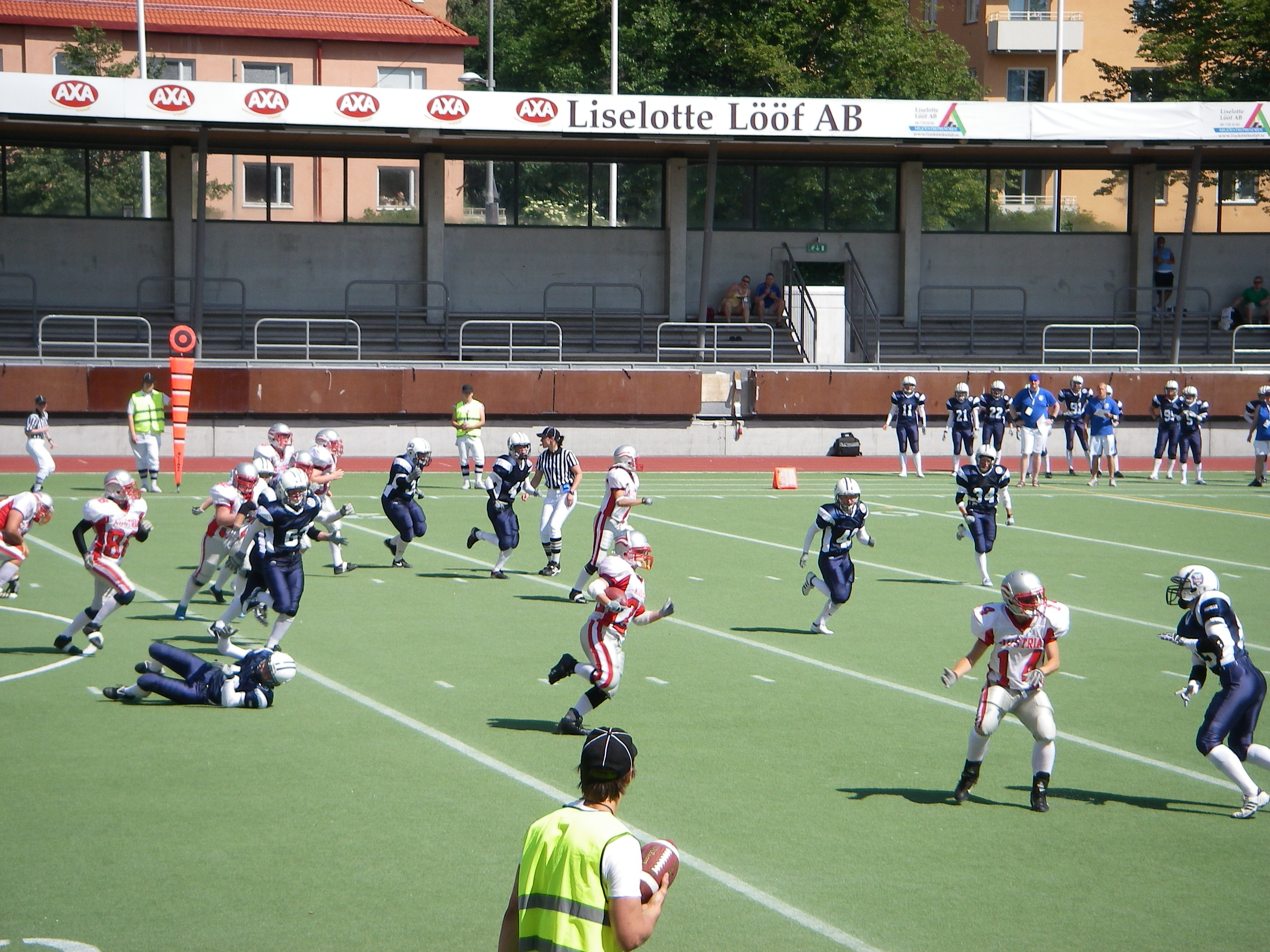
Bild från matchen mellan Finland och Österrike.

| Lag       | S | V | O | F | GM  | IM  | MS   | P |
| --------- | - | - | - | - | --- | --- | ---- | - |
| USA       | 2 | 2 | 0 | 0 | 135 | 0   | +135 | 6 |
| Finland   | 2 | 1 | 0 | 1 | 50  | 151 | −101 | 3 |
| Österrike | 2 | 0 | 0 | 2 | 16  | 113 | −97  | 0 |

| 27 juni 2010 |                   |           |                            |
| USA          | 63 – 0 (42 - 0)   | Österrike | Zinkensdamms IP, Stockholm |
| 29 juni 2010 |                   |           |                            |
| Österrike    | 16 – 50 (16 - 44) | Finland   | Zinkensdamms IP, Stockholm |
| 1 juli 2010  |                   |           |                            |
| Finland      | 0 – 72 (0 - 21)   | USA       | Zinkensdamms IP, Stockholm |

### Grupp B

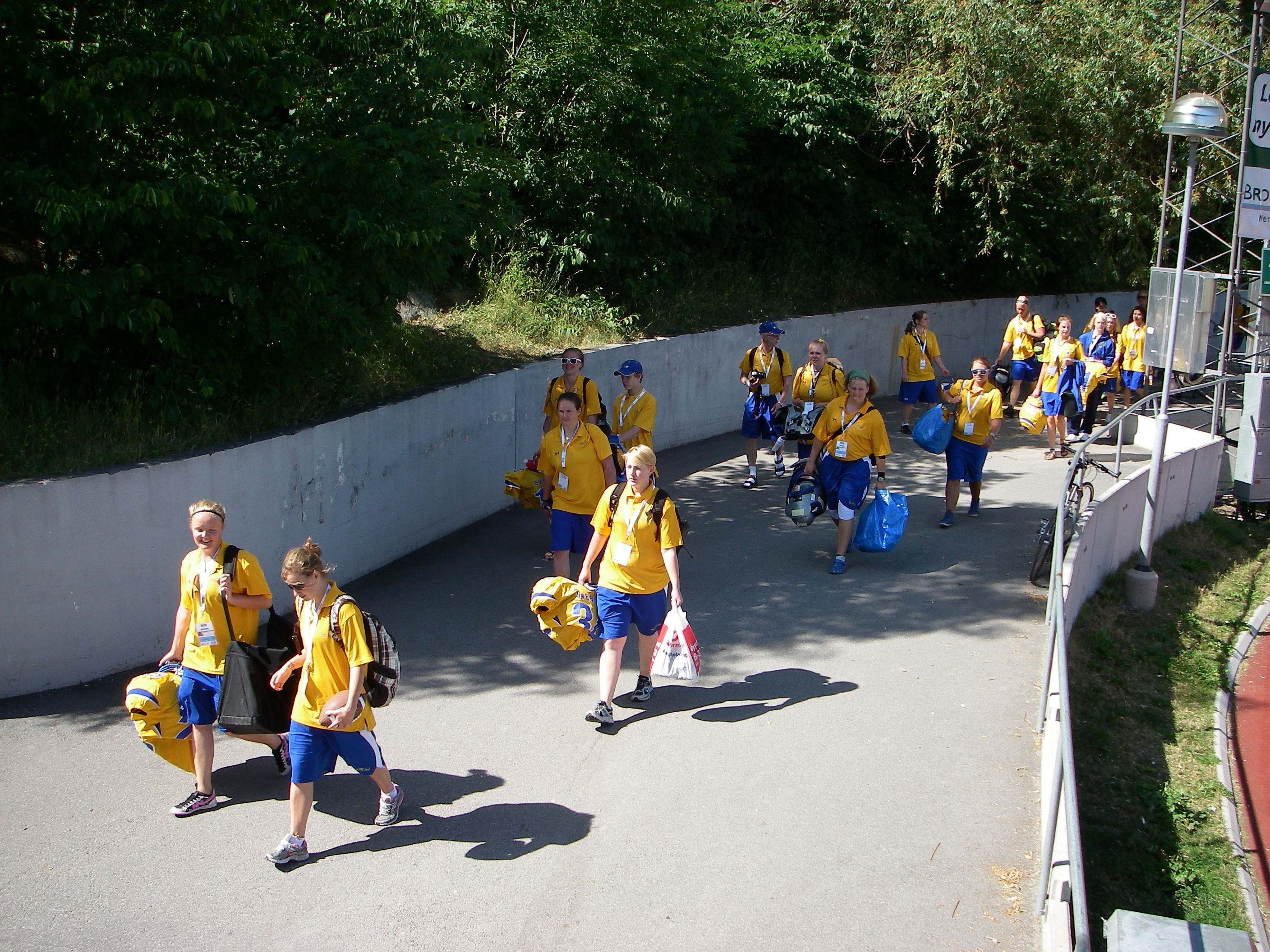
Delar av svenska laget.

| Lag      | S | V | O | F | GM | IM | MS  | P |
| -------- | - | - | - | - | -- | -- | --- | - |
| Kanada   | 2 | 2 | 0 | 0 | 32 | 12 | +20 | 6 |
| Tyskland | 2 | 1 | 0 | 1 | 24 | 26 | −2  | 3 |
| Sverige  | 2 | 0 | 0 | 2 | 6  | 24 | −18 | 0 |

| 27 juni 2010 |                  |          |                            |
| Sverige      | 6 – 12 (0 - 6)   | Kanada   | Zinkensdamms IP, Stockholm |
| 29 juni 2010 |                  |          |                            |
| Tyskland     | 14 – 0 (7 - 0)   | Sverige  | Zinkensdamms IP, Stockholm |
| 1 juli 2010  |                  |          |                            |
| Kanada       | 20 – 12 (14 - 6) | Tyskland | Zinkensdamms IP, Stockholm |

## Finalspel
Samtliga matcher i finalspelet spelades 3 juli.
| Match om 5:e pris, kl 11.00 |                  |         |                            |
| Österrike                   | 18 – 20 (12 - 8) | Sverige | Zinkensdamms IP, Stockholm |
| Match om 3:e pris, kl 15.00 |                  |         |                            |
| Tyskland                    | 18 – 26 (0 - 26) | Finland | Zinkensdamms IP, Stockholm |
| Final, kl 19.00             |                  |         |                            |
| USA                         | 66 – 0 (29 - 0)  | Kanada  | Zinkensdamms IP, Stockholm |

### Fotnoter
1. ↑  Anna Lindbäck (26 juni 2010). ”Nu jäklar ska vi visa dem”. Sportbladet. http://www.aftonbladet.se/sportbladet/article12365019.ab. Läst 21 februari 2017.